# Meleager van Gadara
Meleager van Gadara (Grieks: Μελέαγρος), actief in de 1ste eeuw v.Chr., was dichter van liefdesepigrammen en samensteller van een bloemlezing van epigrammen.
Zijn vader heette Eukrates, en hij was afkomstig uit Gadara in Palestina (tegenwoordig in het noordwesten van Jordanië). Hij groeide op in Tyrus en woonde op latere leeftijd op Kos, waar hij het burgerrecht verwierf. Zijn bloeitijd lag volgens een aantekening in de Anthologia Palatina tijdens de regering van Seleucus VI (96-95 v.Chr.). Athenaeus - die hem ook een 'cynicus' noemt - vermeldt dat Meleager Menippeïsche satires heeft geschreven; daarvan is praktisch niets bewaard. Toen hij op Kos woonde stelde hij een verzameling samen van zo’n 750 epigrammen vanaf de vroegste tijd, die hij Stephanos (Krans) noemde en waaraan hij er een groot aantal van zichzelf toevoegde. Het inleidende gedicht (Anth. Pal. 4, 1) is bewaard gebleven. Daarin noemt hij de 47 namen van de dichters uit zijn bloemlezing, elk met een bloem verbonden. De gedichten waren op een kunstige manier met elkaar vervlochten. De Krans van Meleager werd ca. 900 gebruikt door Constantinus Cephalas, de hoogste geestelijke aan het Byzantijnse hof, voor een grote bloemlezing van epigrammen, die weer ten grondslag ligt aan de Anthologia Palatina. In de Anthologia Palatina staan ruim 130 epigrammen van Meleager zelf, grotendeels in boek V en XII die aan de liefde zijn gewijd.